# Mileewa digitata
Mileewa digitata (лат.) — вид цикадок рода Mileewa из отряда полужесткокрылых насекомых. Эндемик Китая.

## Описание
Длина около 5 мм. Голова, грудь и переднее крыло чёрные. Верхняя половина темени буроватая (у некоторых самцов чёрная), с тремя желтоватыми продольными полосами и неправильными мутными пятнами. Глаза и оцеллии беловатые. Скутеллюм жёлто-белый в дистальной половине, середина базальной половины коричневатио-желтоватая, с отчетливой вертикальной линией и двумя круглыми чёрными пятнами у конца вертикальной линии (грудь и скутеллюм полностью чёрные, без полосы у некоторых самцов). Лицо, грудь снизу и ноги жёлто-белые, претарсус чёрный, брюшко снизу желтоватое, субгенитальные пластинки и пигофер тёмно-коричневые. Переднее крыло с разбросанными жёлто-коричневыми полупрозрачными пятнами в базальной половине, внешний край с прозрачным краем, задний край с двумя прозрачными отметинами в середине, дистальная область с двумя предвершинными прозрачными отметинами в виде полумесяца. Обнаружены в горах Тибета (Motuo, Tibet, КНР). От близкого вида Mileewa octospina Yang, 2010 цикадка M. digitata отличается тем, что вентральный пигоферный отросток очень тонкий, а апикальные отростки эдеагуса расширены латерально. Вариация, обнаруженная в вершине эдеагуса, то есть наличие двух длинных симметричных отростков, пяти небольших асимметричных отростков или нескольких зубов, рассматривается как внутривидовая.